# 綠色新政
绿色新政（Green New Deal，GND）是美国涉及解决全球变暖和貧富差距等问题的一系列立法方案。 綠色新政的名稱來源自罗斯福新政，即富兰克林·德拉诺·罗斯福为应对大萧条而进行的一系列社会和经济改革及公共工程项目。绿色新政将罗斯福的经济政策与可再生能源和资源效率等现代理念相结合。 在20世纪70年代至90年代，环保运动人士就已提倡使美国经济擺脫不可再生能源的经济政策。美國民主黨較支持綠色行政，而美國共和黨較為反對。2008年10月22日，联合国环境署执行主任阿齊姆·施泰納发布了一项 "全球绿色新政 "倡议，旨在为 "绿色 "产业创造就业机会，从而促进世界经济发展，同时遏制气候变化。 第一个以绿色新政为政治纲领的美国政治家是美国绿党黨員霍伊·霍金斯，他在2010年竞选纽约州长时提出這一綱領。